# Гордеевское сельское поселение
Горде́евское сельское поселение — муниципальное образование в центральной и южной части Гордеевского района Брянской области. Центр — село Гордеевка.

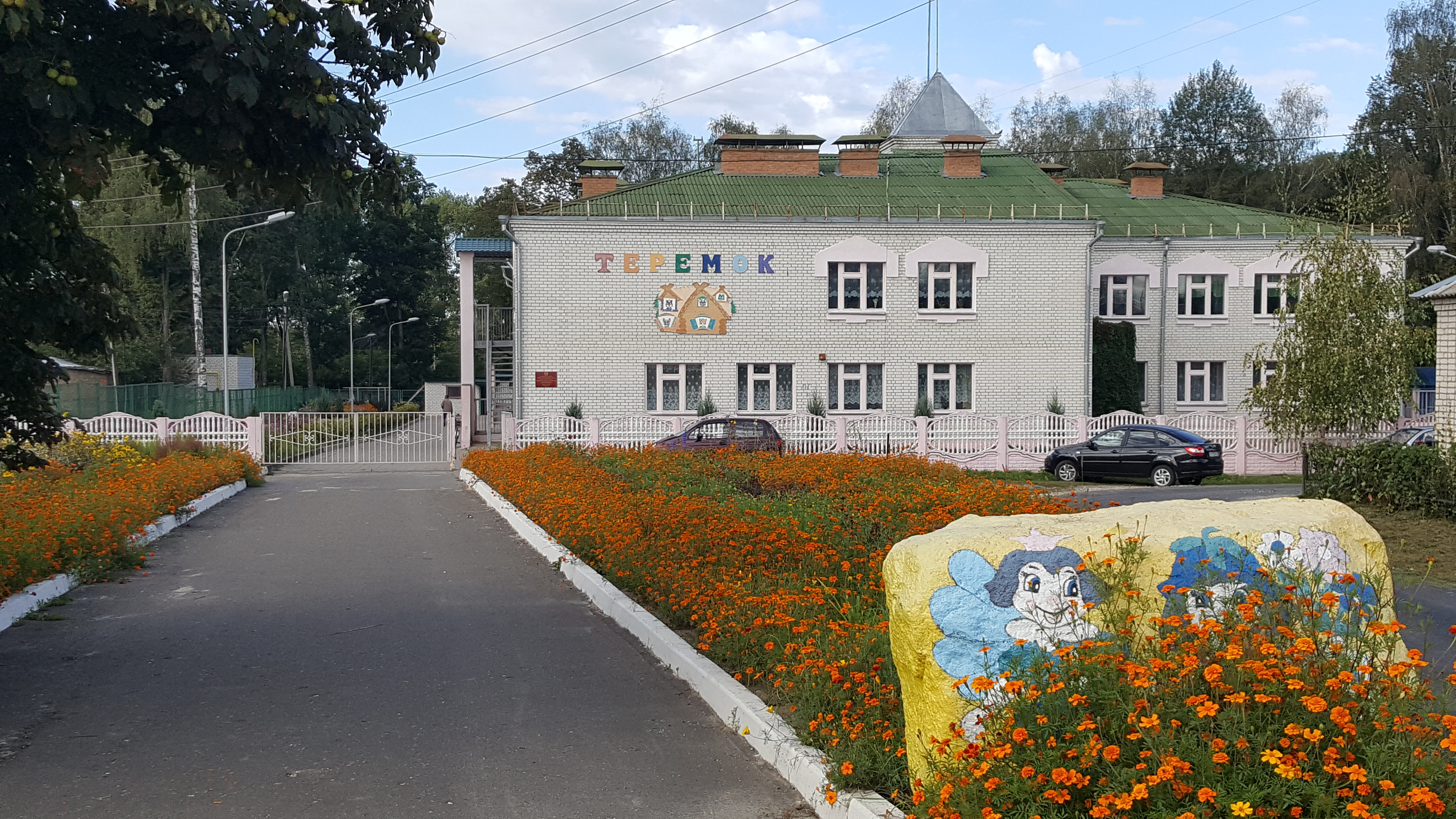
Детский сад "Теремок" в селе Гордеевка

Образовано в результате проведения муниципальной реформы в 2005 году, в границах Гордеевского и Заводо-Корецкого сельсоветов.

## Население

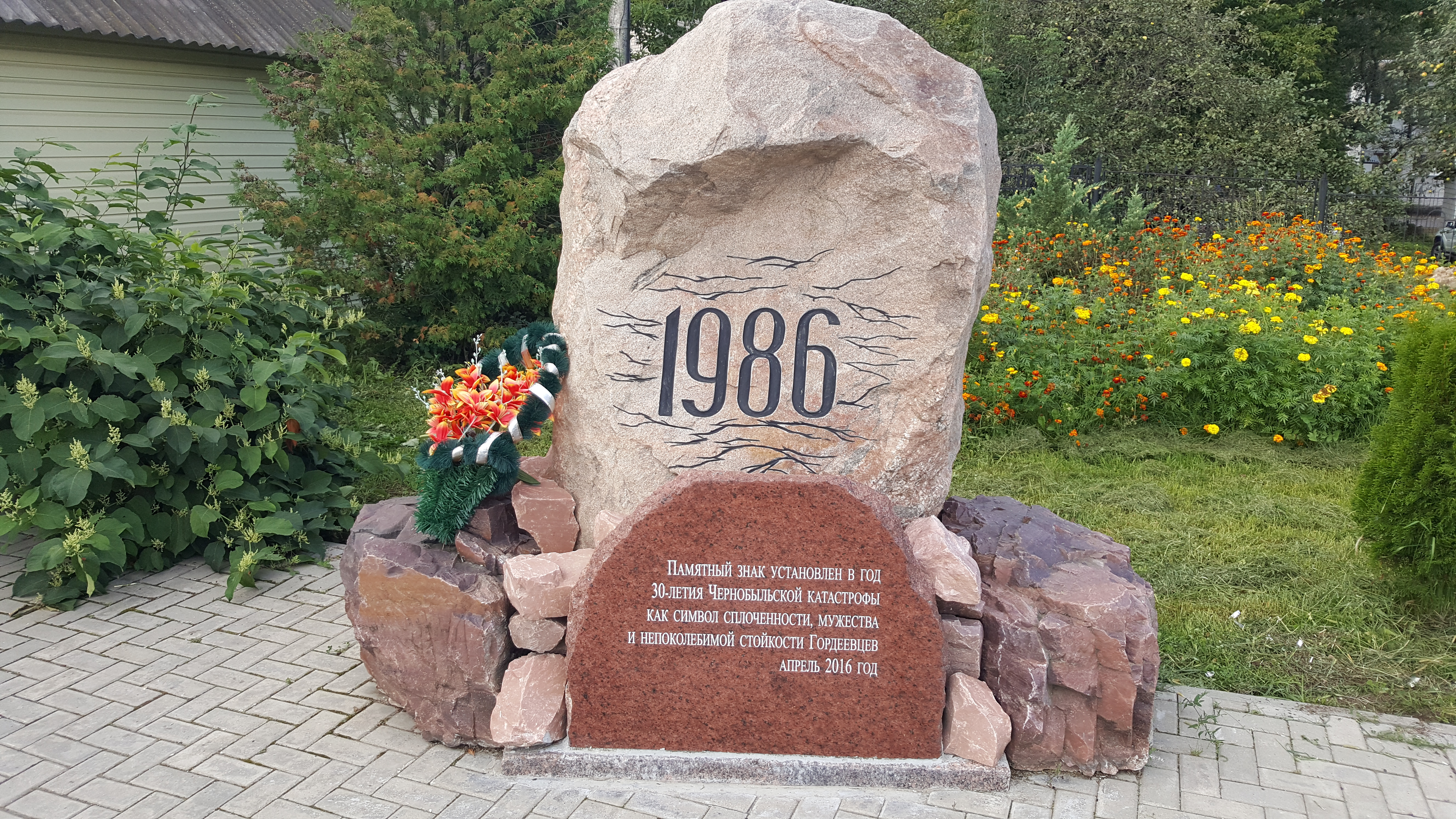
Памятный знак, установленный в год 30-летия Чернобыльской катастрофы в селе Гордеевка

| 2010  | 2011  | 2012  | 2013  | 2014  | 2015  | 2016  |
| ----- | ----- | ----- | ----- | ----- | ----- | ----- |
| 3663  | ↘3637 | ↘3588 | ↘3497 | ↗3544 | ↗3587 | ↘3510 |
| 2017  | 2018  | 2019  | 2020  | 2021  |       |       |
| ↘3460 | ↘3399 | ↘3353 | ↘3302 | ↘3281 |       |       |

## Населённые пункты
| № | Населённый пункт | Тип     | Население |
| - | ---------------- | ------- | --------- |
| 1 | Великий Бор      | село    | ↘33       |
| 2 | Гордеевка        | село    | ↘3014     |
| 3 | Жовнец           | село    | →0        |
| 4 | Завод-Корецкий   | деревня | ↘215      |
| 5 | Зелёный Клин     | посёлок | ↘3        |
| 6 | Медведовка       | посёлок | ↘15       |
| 7 | Поконь           | деревня | ↘146      |
| 8 | Смелый           | посёлок | ↗64       |
| 9 | Шамры            | посёлок | ↘6        |

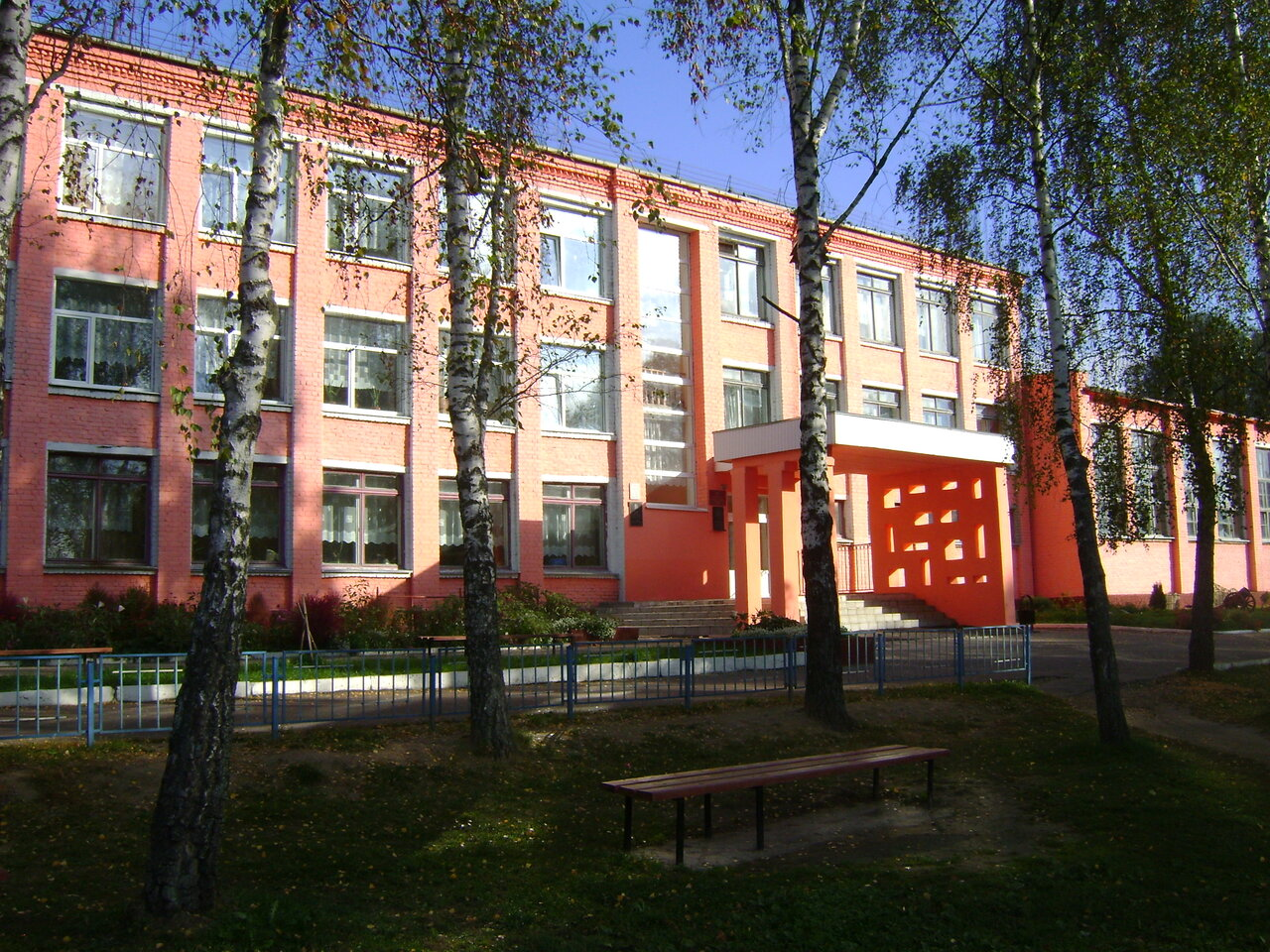
Гордеевская средняя школа (основное здание)

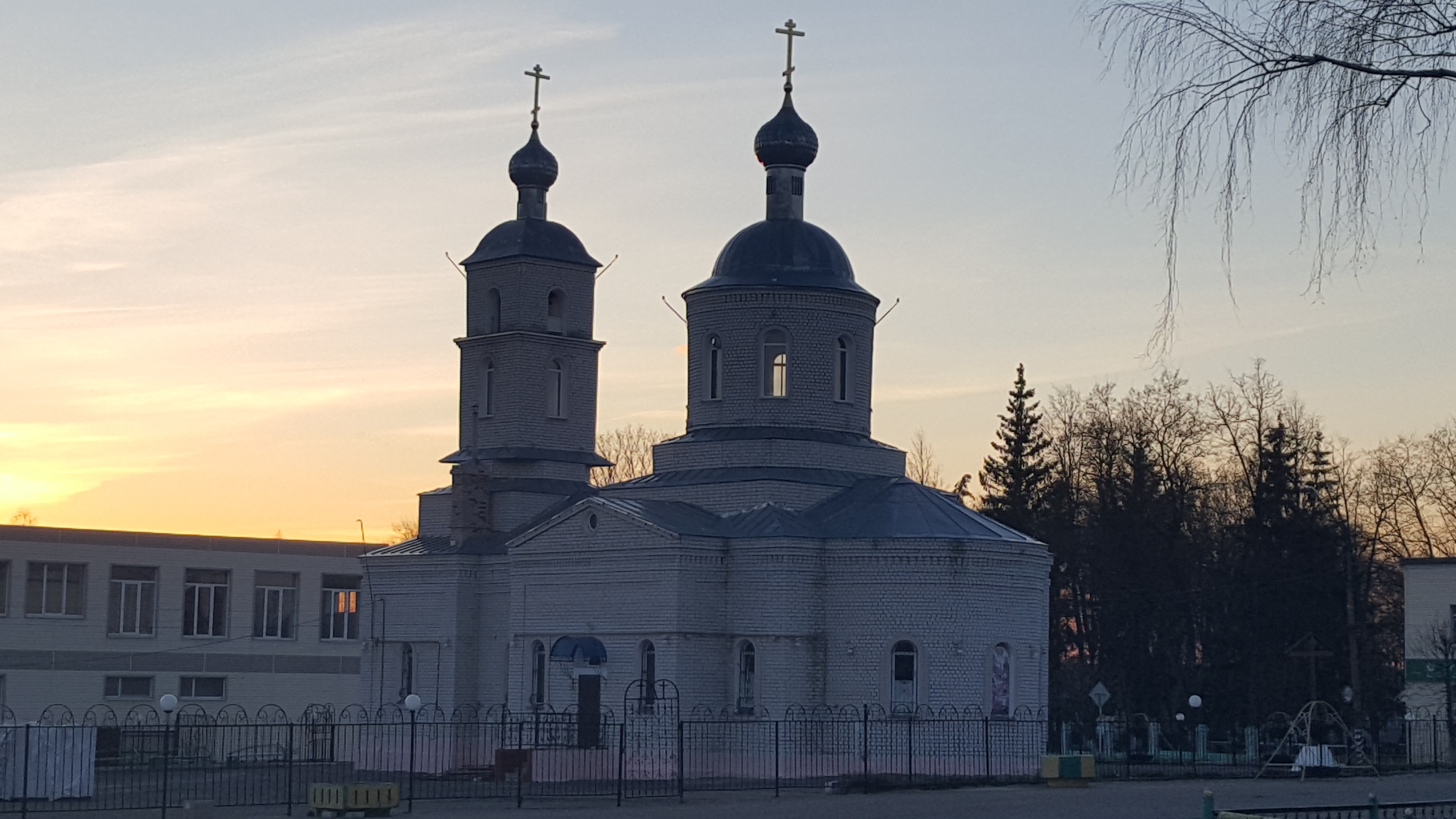
Церковь в селе Гордеевка

Законом Брянской области от 28 сентября 2015 года № 74-З, были упразднены, как фактически не существующие, в связи с переселением их жителей в другие населённые пункты, посёлки Дальний Клин, Новый Великий Бор и деревня Василевка.

## Образование
В Гордеевском сельском поселении образовательные учреждения сосредоточены в селе Гордеевка - это детский сад Теремок и гордеевская средняя школа. В селе Поконь и Заводе Корецком до недавнего времени также существовали школы начального образования, однако в результате оптимизации и укрупнения они были закрыты.

## Здравоохранение
Система здравоохранения Гордеевского сельского поселения представлена Государственным бюджетным учреждением здравоохранения «Гордеевская центральная районная больница», которая включает в себя следующие подразделения:
- Терапевтическое отделение дневного пребывания (с. Гордеевка)
- Терапевтическое отделение круглосуточного пребывания (с. Гордеевка)
- Отделение скорой медицинской помощи (с. Гордеевка)
- Клинико-диагностическая лаборатория (с. Гордеевка)
- Приемное отделение (с. Гордеевка)
- ФАП в д. Завод-Корецкий
- ФАП в д. Поконь